# Werderland (Naturschutzgebiet)
Das Werderland ist ein Naturschutzgebiet in der gleichnamigen Flussniederungslandschaft im Ortsteil Werderland des Stadtteils Burglesum der Stadtgemeinde Bremen.

## Allgemeines
Das heute 330,7 Hektar große Naturschutzgebiet ist im Naturschutzbuch der Stadtgemeinde Bremen unter der Nummer 14 eingetragen. Ein Teil des Gebietes ist seit Ende 2010 Bestandteil des gleichnamigen, 392,5 Hektar großen FFH-Gebiets. Weiterhin ist das Naturschutzgebiet vollständig Bestandteil des ebenfalls gleichnamigen, 847,7 Hektar großen EU-Vogelschutzgebietes. Im Nordosten grenzt es direkt an das Naturschutzgebiet „Dunger See“. Der größte Teil der an das Naturschutzgebiet angrenzenden Flächen bildet das 471,2 ha große Landschaftsschutzgebiet „Werderland und Lesumröhricht“. Eine 241 Hektar große Fläche im östlichen Teil des Werderlandes wurde am 18. Oktober 1996 als „Werderland (Teil 1)“ unter Naturschutz gestellt. Im Dezember 2010 wurde das Naturschutzgebiet durch die Einbeziehung weiterer Grünlandflächen im Norden und Westen des Naturschutzgebietes und dem größten Teil des Spülfeldes Niederbüren, das im Süden direkt an das bestehende Naturschutzgebiet anschließt, sowie des Schönebecker Sandes im Nordwesten des Weserlandes auf eine Fläche von 330,7 Hektar erweitert. Zuständige Naturschutzbehörde ist der Senator für Umwelt, Bau und Verkehr.

## Beschreibung
Das Schutzgebiet stellt einen weiträumigen Grünlandkomplex dar, der von zahlreichen Gräben durchzogen wird. Es wird von Feuchtwiesen und Feuchtbrachen mit Sumpfzonen sowie Röhrichten und Hochstaudenfluren geprägt. Im Naturschutzgebiet sind mehrere kleine Stillgewässer zu finden, die teilweise angelegt wurden. Im Süden am Rand des Spülfeldes Niederbüren befindet sich ein Auwaldrest. Die Grünlandflächen werden überwiegend extensiv genutzt oder liegen brach.
Das Naturschutzgebiet, das seit 1998 vom Landesverband Bremen des BUND betreut wird, ist wichtiger Lebensraum für zahlreiche an feuchte Standorte angepasste Tiere und Pflanzen. So leben hier u. a. Rohr- und Kornweihe, Rohrammer, Braunkehlchen, Blaukehlchen, verschiedene Rohrsänger wie z. B. Schilf- und Teichrohrsänger und Schwirle wie z. B. der Feldschwirl, Feldlerche, Schafstelze, Wiesenpieper, Tüpfelsumpfhuhn, Wachtelkönig, Sumpfohreule, Eisvogel und Neuntöter. Die Feuchtwiesen sind auch wichtiger Lebensraum für verschiedene Watvögel, darunter Kiebitz, Rotschenkel, Bekassine und Bruchwasserläufer. Weiterhin ist das Gebiet ein wichtiger Lebensraum für verschiedene Enten. Weißstorch und Silberreiher nutzen das Gebiet als Nahrungshabitat. In den Grünlandbereichen siedeln u. a. Wiesenschaumkraut, Kuckuckslichtnelke, Straußblütiger Gilbweiderich, Fieberklee, Gelbe Wiesenraute, Sumpfblutauge, Wassergreiskraut, Sumpfplatterbse, Hahnenfuß und Sauerampfer.
Die Gräben im Naturschutzgebiet sind Lebensraum des Steinbeißers. Weiterhin siedeln hier u. a. Krebsschere, Wasserhahnenfuß und Wasserfeder sowie Sumpfdotterblume und Schwanenblume an den Ufern. Die Gräben und Kleingewässer im Naturschutzgebiet sind außerdem Lebensraum für verschiedene Libellen und Amphibien.
Im Naturschutzgebiet sind 35 Tagfalterarten nachgewiesen worden, darunter Spiegelfleck-Dickkopffalter, Grünwidderchen und Kleiner Feuerfalter. Das Gebiet ist damit das artenreichste Gebiet für Tagfalter in ganz Bremen. Das Sandspülfeld Niederbüren als Trockenlebensraum bietet z. B. verschiedenen Laufkäfern, Wildbienen und der Blauflügeligen Ödlandschrecke einen Lebensraum. Weiterhin siedeln hier Silbergras und Bergsandglöckchen. Das Gebiet mit den am Rand angelegten Kleingewässern ist Lebensraum von Kreuz- und Knoblauchkröte. Das Spülfeld wird zur Pflege beweidet, um so einer Verbuschung entgegenzuwirken.
Durch den BUND ist ein Ökopfad durch das Naturschutzgebiet angelegt worden, der ganzjährig betreten werden darf. Ein weiterer Wanderweg befindet sich im Osten am Rand des Werksgeländes von ArcelorMittal. An diesem gibt es einen Aussichtpavillon, die „Ilsenburger Hütte“.